# Blepharella tenuparafacialis
Blepharella tenuparafacialis là một loài ruồi trong họ Tachinidae.